# Llista d'olotins il·lustres
El que segueix és una llista dels olotins il·lustres que hi ha hagut a Olot des de la seva fundació.
- Josep Berga i Boix
- Miquel Blay i Fàbregas
- Jaume Bofill i Mates.
- Francesc Xavier de Bolòs i Germà.
- Josep Clarà i Ayats, escultor
- Joaquim Danés i Torras, metge i historiador
- Pau Estorch i Siqués
- Lliberada Ferrarons i Vives
- Joan Pere Fontanella, jurista
- Manuel Malagrida i Fontanet
- Joaquim Masmitjà i de Puig
- Francesc Montsalvatge i Fosas
- Camil Mulleras i Garros
- Josep Calassanç Noguera i Falguera, sacerdot escolapi, mestre i pintor
- Esteve Paluzie i Cantalozella
- Antoni Soler i Ramos
- Joaquim Vayreda i Vila, pintor
- Marià Vayreda i Vila, escriptor i pintor
- Josep Soy i Cambras, escultor